# Nordlige polarcirkel
Den nordlige polarcirkel er en polarkreds og er en af Jordens fem store breddekredse. Den nordlige polarcirkel ligger på breddegrad 66° 33'39" nord for ækvator. Området nord for cirklen kaldes Arktis, mens området umiddelbart syd for kaldes den nordlige tempererede klimazone. På den sydlige halvkugle kaldes den tilsvarende breddekreds for den sydlige polarcirkel.
Om sommeren er der midnatssol mellem polarcirklen og nordpolen. Om vinteren er der polarnat. Ved selve polarcirklen er midnatssolen og polarnatten begrænset til et døgn om året, mens nordpolen vil have midnatssol og polarnat skiftevis omkring et halvt år ad gangen.
Internationalt går den nordlige polarcirkel gennem Norge, Sverige, Finland, Rusland, USA (Alaska), Canada, Grønland og Island. De tre største byer nord for polarcirklen er alle russiske: Murmansk (325.100), Norilsk (135.000) samt Vorkuta (85.000), mens Tromsø i Norge har omkring 62.000 indbyggere. Rovaniemi i Finland ligger lige syd for polarcirklen og har omkring 58.000 indbyggere.

## Andet
Lige på polarcirklen, cirka 8 kilometer nord for Rovaniemi i Finland, ligger Julemandens Landsby.